# Marovo-Tetepare
Marovo-Tetepare är ett av Salomonöarnas tentativa världsarv. Detta består av Marovolagunen och kultur- och naturmiljöer på utvalda landområden runt öarna Tetepare, Rendova, Vangunu och Gatokae.